# Plebański Groń
Plebański Groń, Plebańska Góra (ok. 640 m) – szczyt we wsi Sidzina w województwie małopolskim, w powiecie suskim, w gminie Bystra-Sidzina. Wznosi się w miejscowości Sidzina w widłach potoków Ciśniawa, Bystrzanka i Mików Potok. Opadające do doliny Ciśniawy stoki północno-zachodnie są bardzo strome i porośnięte lasem, pozostałe stoki są łagodne i w większości bezleśne, zajęte przez pola uprawne i zabudowania przysiółków Sidziny.
W regionalizacji fizycznogeograficznej Polski według Jerzego Kondrackiego Plebański Groń zaliczany jest do Beskidu Orawsko-Podhalańskiego, w nowszej regionalizacji z 2018 roku do Pogórza Orawsko-Jordanowskiego.